# Gilles Villeneuve
Joseph Gilles Henri Villeneuve (18. ledna 1950 St-Jean-sur-Richelieu, Québec – 8. května 1982 Lovaň) byl kanadský pilot Formule 1. Dnes je po tomto jezdci pojmenován závodní okruh Circuit Gillese Villeneuva v kanadském Montréalu, na němž se jezdí Velká cena Kanady.
Jeho syn Jacques Villeneuve se v roce 1997 stal mistrem světa ve Formuli 1.

## Rodina
Narodil se v Richelieu, malém městě nedaleko Montréalu, ale vyrůstal v Berthierville. V roce 1970 se oženil s Joann Bartheovou, s kterou měl dvě děti, Jacquese a Mélanii. Jeho mladší bratr Jacques měl také úspěšnou závodní kariéru ve formule Atlantic, Can Am a CART.

## Začátky kariéry
Svou kariéru pro nedostatek financí zahájil na sněžných skútrech, kde v roce 1970 vyhrál světovou sérii. Na silnici začal v místních závodech drag-racing s upraveným Ford Mustangem. Po místních závodech s Mustangem přesedlal do oblastní Formule Ford, kde roku 1973 vyhrál národní mistrovství Québecu. Následující rok přešel do Formule Atlantik, kde jezdil čtyři roky. V roce 1975 v Gimli Motosport Parku vyhrál ve formuli Atlantik svůj první závod, bylo to v silném dešti a v letech 1976 a 1977 stal mistrem v této formuli. Jeho druhá sezóna ve Formuli Atlantik byla částečně sponzorována výrobcem sněžných skútrů, Skiroule.

## Formule 1
Na radu Jamese Hunta a zásluhou sponzora společnosti Marlboro se ve Formuli 1 objevil při Grand Prix Velké Británie u týmu McLaren, zde startoval se starým McLaren M23 z devátého místa. V závodě skončil na 11. pozici. Během tohoto závodu si ho všiml Enzo Ferrari a na doporučení Chrise Amona a Waltera Wolfa ho v dalším závodě nasadil jako třetího jezdce v týmu Scuderia Ferrari.
V roce 1978 poprvé vyhrál závod Grand Prix Kanady 1978. Vítězství dosáhl před domácím publikem. V celkovém pořadí šampionátu skončil na 9. místě. V roce 1979 při Grand Prix Francie bojoval druhé místo s René Arnouxem, který vyhrál. V týmu pomohl Jodymu Scheckterovi získat titul mistra světa. V roce 1982 s vozem Ferrari 126C2 byl týmovou jedničkou. V Grand Prix San Marina druhý jezdec týmu Didier Pironi porušil interní dohodu, což vyvolalo mezi nimi neshody. V Zolderu, když Pironni zajel lepší čas, vyjel na trať, aby se zlepšil. Jenže se mu do cesty postavil Jochen Mass.

## Smrt
Tři týdny před pátým závodem šampionátu v roce 1982 v belgickém Zolderu poskytoval rozhovor německému motoristickému časopisu, v němž si stěžoval nad nešťastným pravidlem o použití pneumatik během kvalifikací. Pilot měl k dispozici jen dvě sady měkkých pneumatik, což stačilo na dvě až tři rychlá kola. Dne 8. května 1982 havaroval během kvalifikace na Grand Prix Belgie v Zolderu. V době havárie byl Didier Pironni na šestém místě s časem o 0,1 sekundy rychlejší než Gilles Villeneuve, který používal finální sadu kvalifikačních pneumatik. Snad se pokoušel zlepšit svůj čas v posledním kole či se snažil porazit Didiera Pironniho, jeho životopisec Gerald Donaldson cituje závodního inženýra v týmu Ferrari Mauro Forghieriho, který říkal, že Gilles Villeneuve jel obvyklým způsobem a vracel se do boxů když nehoda nastala. Pokud by tomu tak bylo, pak by v tomto kole stejně neměl rychlejší čas.
Gilles Villeneuve se v levotočivé zatáčce pokusil předjet Jochena Masse, který jel mnohem pomaleji. Ten viděl, jak se Villeneuve blížil vysokou rychlostí a přesunul se doprava, aby ho nechal projet, ale ve stejném okamžiku se Gilles Villeneuve rozhodl také přesunout doprava, aby projel kolem pomalejšího vozu. Jeho Ferrari narazilo na zadní část vozu Jochena Masse a bylo vymrštěno do vzduchu odhadovanou rychlostí 200–225 km/h. Vůz letěl vzduchem více než 100 metrů, pak narazil předkem do země a rozpadlý se sunul po okraji tratě. Gilles Villeneuve byl stále připnutý k sedadlu, ale bez přilby. Pak z vozu vylétl 50 metrů od trosek do oplocení na vnějším okraji rohu zatáčky Terlamenbocht. Několik pilotů zastavilo a spěchalo mu pomoc. John Watson a Derek Warwick ho vytáhli z plotu. První lékař dorazil do 35 vteřin, aby zjistil, že sice nedýchá, ale jeho puls byl hmatatelný. Helikoptérou byl převezen do nemocnice St. Raphael v Lovani, kde mu diagnostikovali fatální zlomeninu krku. Byl sice ještě živý a jeho žena jela za ním do nemocnice. Lékaři konzultovali se specialisty po celém světě, přesto ještě tentýž den ve 21:12 zemřel.
| „            | Miloval jsem na tom chlapíkovi doslova všechno. Někdy sice až moc riskoval, ale byl to jednoduše ten nejbláznivější čert, kterého jsem kdy ve formuli 1 potkal. Jedno bylo jisté – měl z nás ze všech nejvíce talentu! | “ |
| — Niki Lauda | |   |

## Kompletní výsledky ve Formuli 1
| Legenda k tabulce | Legenda k tabulce                                                                       |
| Barva             | Výsledek                                                                                |
| ----------------- | --------------------------------------------------------------------------------------- |
| Zlatá             | Vítěz                                                                                   |
| Stříbrná          | 2. místo                                                                                |
| Bronzová          | 3. místo                                                                                |
| Zelená            | Bodované umístění                                                                       |
| Modrá             | Nebodované umístění                                                                     |
| Modrá             | Dokončil neklasifikován (NC)                                                            |
| Fialová           | Odstoupil (Ret)                                                                         |
| Červená           | Nekvalifikoval se (DNQ)                                                                 |
| Červená           | Nepředkvalifikoval se (DNPQ)                                                            |
| Černá             | Diskvalifikován (DSQ)                                                                   |
| Bílá              | Nestartoval (DNS)                                                                       |
| Bílá              | Závod zrušen (C)                                                                        |
| Světle modrá      | Pouze trénoval (PO)                                                                     |
| Světle modrá      | Páteční testovací jezdec (TD)                                                           |
| Bez barvy         | Netrénoval (DNP)                                                                        |
| Bez barvy         | Vyřazen (EX)                                                                            |
| Bez barvy         | Nepřijel (DNA)                                                                          |
| Bez barvy         | Odvolal účast (WD)                                                                      |
| Bez barvy         | Nezúčastnil se (prázdné)                                                                |
| Označení          | Význam                                                                                  |
| Tučnost           | Pole position                                                                           |
| Kurzíva           | Nejrychlejší kolo                                                                       |
| †                 | Jezdec nedojel do cíle, ale byl klasifikován, protože odjel více než 90 % délky závodu. |
| ‡                 | Byl udělován poloviční počet bodů, protože bylo odjeto méně než 75 % délky závodu.      |
| Horní index       | Umístění bodujících jezdců ve sprintu                                                   |

| Rok  | Stáj             | Vůz           | Motor           | 1       | 2       | 3       | 4       | 5       | 6     | 7       | 8       | 9       | 10      | 11      | 12      | 13      | 14      | 15      | 16     | 17      | Umístění | Bodů    |
| ---- | ---------------- | ------------- | --------------- | ------- | ------- | ------- | ------- | ------- | ----- | ------- | ------- | ------- | ------- | ------- | ------- | ------- | ------- | ------- | ------ | ------- | -------- | ------- |
| 1977 | Marlboro McLaren | McLaren M23   | Cosworth V8     | ARG     | BRA     | RSA     | USW     | ESP     | MON   | BEL     | SWE     | FRA     | GBR 11  | GER     | AUT     | NED     | ITA     | USA     |        |         | 36.      | 0       |
| 1977 | Scuderia Ferrari | Ferrari 312T2 | Ferrari Fiat-12 |         |         |         |         |         |       |         |         |         |         |         |         |         |         |         | CAN 12 | JPN Ret | 36.      | 0       |
| 1978 | Scuderia Ferrari | Ferrari 312T2 | Ferrari Fiat-12 | ARG 8   | BRA Ret |         |         |         |       |         |         |         |         |         |         |         |         |         |        |         | 9.       | 17      |
| 1978 | Scuderia Ferrari | Ferrari 312T3 | Ferrari Fiat-12 |         |         | RSA Ret | USW Ret | MON Ret | BEL 4 | ESP 10  | SWE 9   | FRA 12  | GBR Ret | GER 8   | AUT 3   | NED 6   | ITA 7   | USA Ret | CAN 1  |         | 9.       | 17      |
| 1979 | Scuderia Ferrari | Ferrari 312T3 | Ferrari Fiat-12 | ARG Ret | BRA 5   |         |         |         |       |         |         |         |         |         |         |         |         |         |        |         | 2.       | 47 (53) |
| 1979 | Scuderia Ferrari | Ferrari 312T4 | Ferrari Fiat-12 |         |         | RSA 1   | USW 1   | ESP 7   | BEL 7 | MON Ret | FRA 2   | GBR 14  | GER 8   | AUT 2   | NED Ret | ITA 2   | CAN 2   | USA 1   |        |         | 2.       | 47 (53) |
| 1980 | Scuderia Ferrari | Ferrari 312T5 | Ferrari Fiat-12 | ARG Ret | BRA 16  | RSA Ret | USW Ret | BEL 6   | MON 5 | FRA 8   | GBR Ret | GER 6   | AUT 8   | NED 7   | ITA Ret | CAN 5   | USA Ret |         |        |         | 12.      | 6       |
| 1981 | Scuderia Ferrari | Ferrari 126CK | Ferrari V6      | USW Ret | BRA Ret | ARG Ret | RSM 7   | BEL 4   | MON 1 | ESP 1   | FRA Ret | GBR Ret | GER 10  | AUT Ret | NED Ret | ITA Ret | CAN 3   | LVS DSQ |        |         | 7.       | 25      |
| 1982 | Scuderia Ferrari | Ferrari 126C2 | Ferrari V6      | RSA Ret | BRA Ret | USW DSQ | RSM 2   | BEL DNS | MON   | USE     | CAN     | NED     | GBR     | FRA     | GER     | AUT     | SWI     | ITA     | LVS    |         | 16.      | 6       |